# Grammontenser

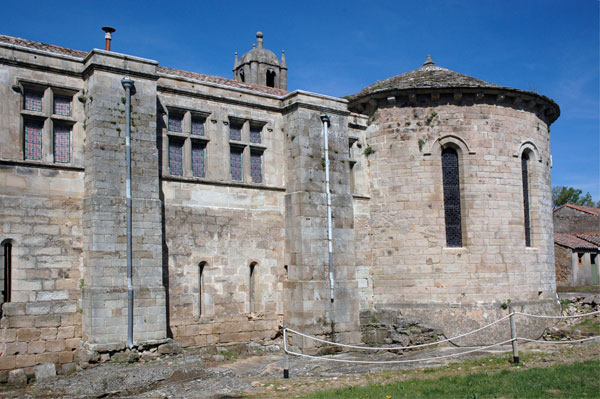
Kloster Saint-Michel de Grandmont bei Lodève im Département Hérault (Frankreich)

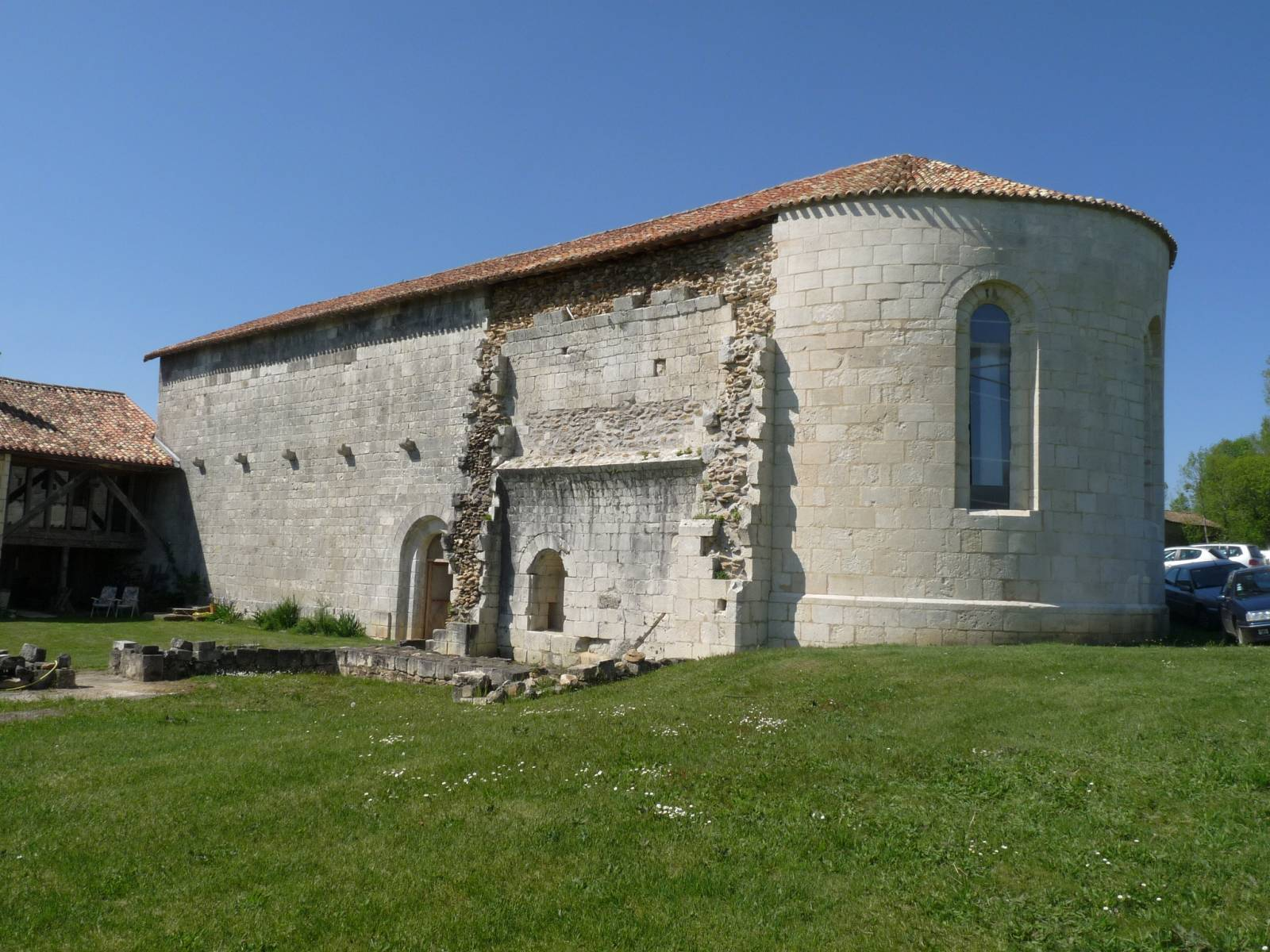
Grammontenser-Prioratskirche von Rauzet

Die Grammontenser (lateinisch Ordo Grandimontensium, benannt nach einer Lokalität Grandmont bei Saint-Sylvestre im Département Haute-Vienne in Frankreich) waren eine 1074 von Stephan von Muret († 1125) als Reformorden gegründete mönchische Ordensgemeinschaft, die aus der Eremitenbewegung entstand. Die Ordensregel wurde im Jahre 1156 von Papst Hadrian IV. anerkannt. Der Orden erlebte seine Blüte im letzten Drittel des 12. Jahrhunderts. Am Anfang des 13. Jahrhunderts gab es über 150 Grammontenser-Priorate – allesamt in Frankreich. 1771 wurde der Orden unter Ludwig XV. aufgelöst.

## Ordensideale
Ähnlich wie die ebenfalls in dieser Epoche entstandenen Zisterzienser wollten die Grammontenser ursprünglich nicht von Abgaben abhängiger Bauern leben, sondern von der eigenen Arbeit bzw. auch von Einzelspenden der Besucher. Daher konnten die Klostergemeinschaften nicht nur aus kontemplativ lebenden geistlichen Chormönchen bestehen, sondern nahmen auch Konversen auf, also arbeitende Laienbrüder. Im Vergleich mit anderen Orden – insbesondere mit den Zisterziensern –, in denen Konversen mehr oder weniger untergeordnete Arbeitskräfte waren, hatten die Laienbrüder bei den Grammontensern eine besonders starke Stellung. Ihnen war die volle Verantwortung über die gesamte Klosterwirtschaft übertragen, während sich die Chormönche nur um ihre geistlichen Aufgaben, vor allem das Gebet, kümmerten. Die Mönche des Ordens lehnten priesterliche Tätigkeiten ab; die Niederlassungen des Ordens waren aber für ihre auch caritative Gastfreundlichkeit gegenüber Pilgern bekannt.

## Sonstiges

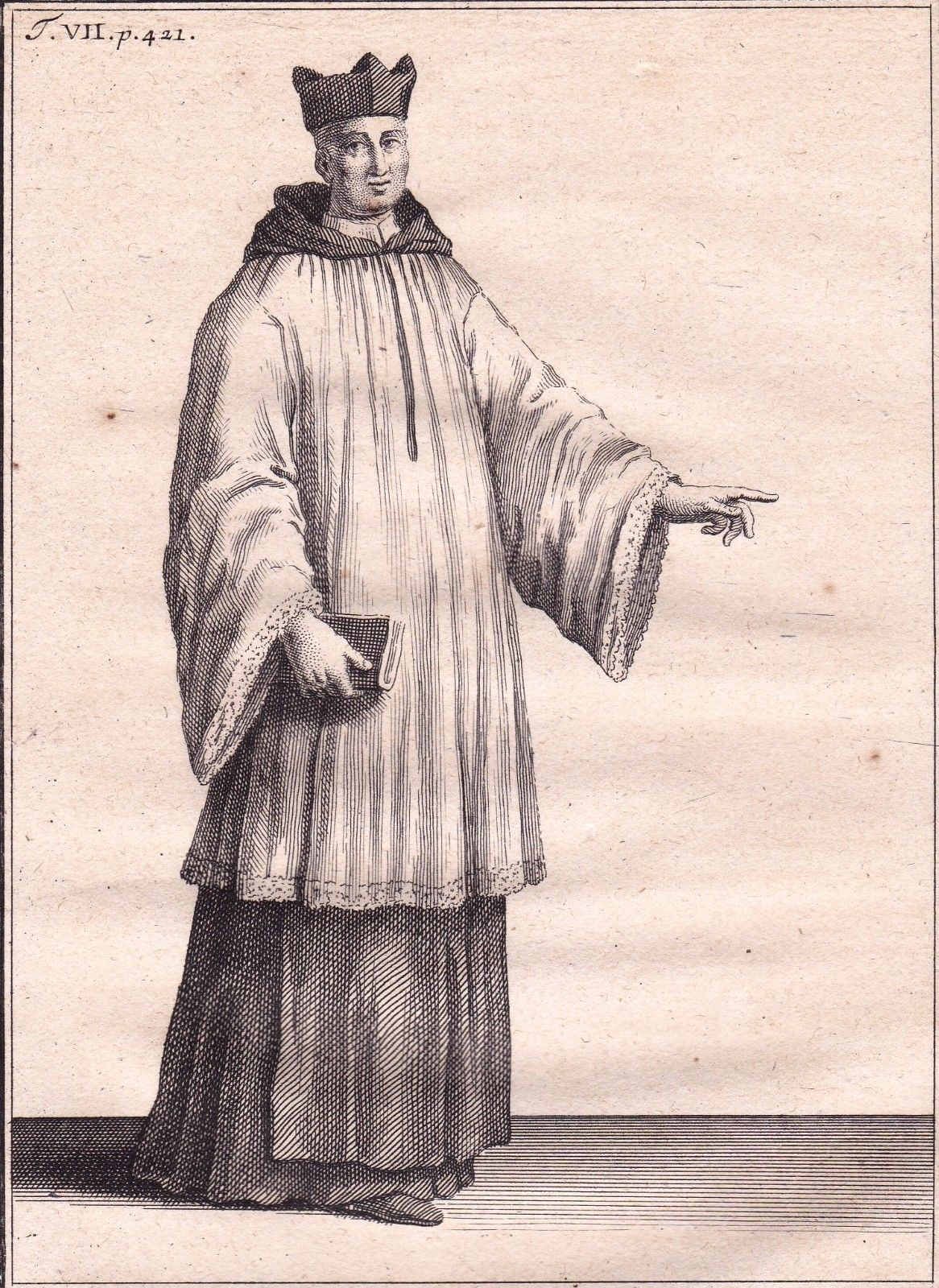
Chormönch von Grandmont.

- Stephan von Muret wurde 1189 durch Papst Clemens III. heiliggesprochen.
- Ein bekanntes Mitglied des Ordens war der spätere Papst Klemens V. (1305–1314).
- Durch den Hundertjährigen Krieg (1337–1453) und die Hugenottenkriege (1562–1598) wurde der Orden enorm geschwächt.
- Der Orden wurde 1772 von Papst Clemens XIV. aufgehoben; dies wurde von König Ludwig XVI. im Jahr 1784 bestätigt.
- Der letzte Abt von Grandmont, Xavier Mondain de la Maison Rouge, starb im Jahr 1787.
- Die Gebäude von etwa 50 Zellen oder Prioraten der Grammontenser sind noch erhalten.